# Zastava Skala
O Skala é um automóvel do segmento C produzido pela montadora Zastava. Baseado no sedã Fiat 128, foi lançado em 1971 e vendido como liftback de 3 ou 5 portas, um estilo que não havia sido emitido ou fabricado na Itália e foi especificamente destinado ao mercado dos Balcãs, sob os nomes Zastava 101, Zastava 1100, Zastava 1300, Zastava GTL, Yugo Skala 55c e Yugo Skala 65c.
Mais tarde, em 1979, uma versão sedã de 4 portas, idêntica ao Fiat 128, foi vendida sob o nome Zastava 128. O modelo Zastava 128 foi descontinuado em 2003.
Nos últimos anos de produção, o Zastava Skala estava disponível em um único nível de acabamento: o Skala 55 de 55 cavalos, 1,1 litros e 5 portas. Em 2008, um novo Skala poderia ser adquirido por pouco menos de 4.000 euros, superando o Zastava Koral (um Yugo melhorado).
A produção do Zastava Skala continuou por algum tempo após a descontinuação do Zastava 128. O Skala possui uma quinta porta, tornando-o impressionantemente funcional neste nível de preço. Rebater o banco traseiro aumenta o espaço de carga de 325 para 1.010 litros.
Devido à sua praticidade e robustez, e graças ao seu baixo preço, o Skala 55 continuou a vender bem na Sérvia até ao final da produção em 2008. 1.273.532 unidades foram produzidas desde 1971.
Zastava, no final de 2007, estimou que o Skala 55 era o segundo carro mais acessível do mundo na época.

## Breve história

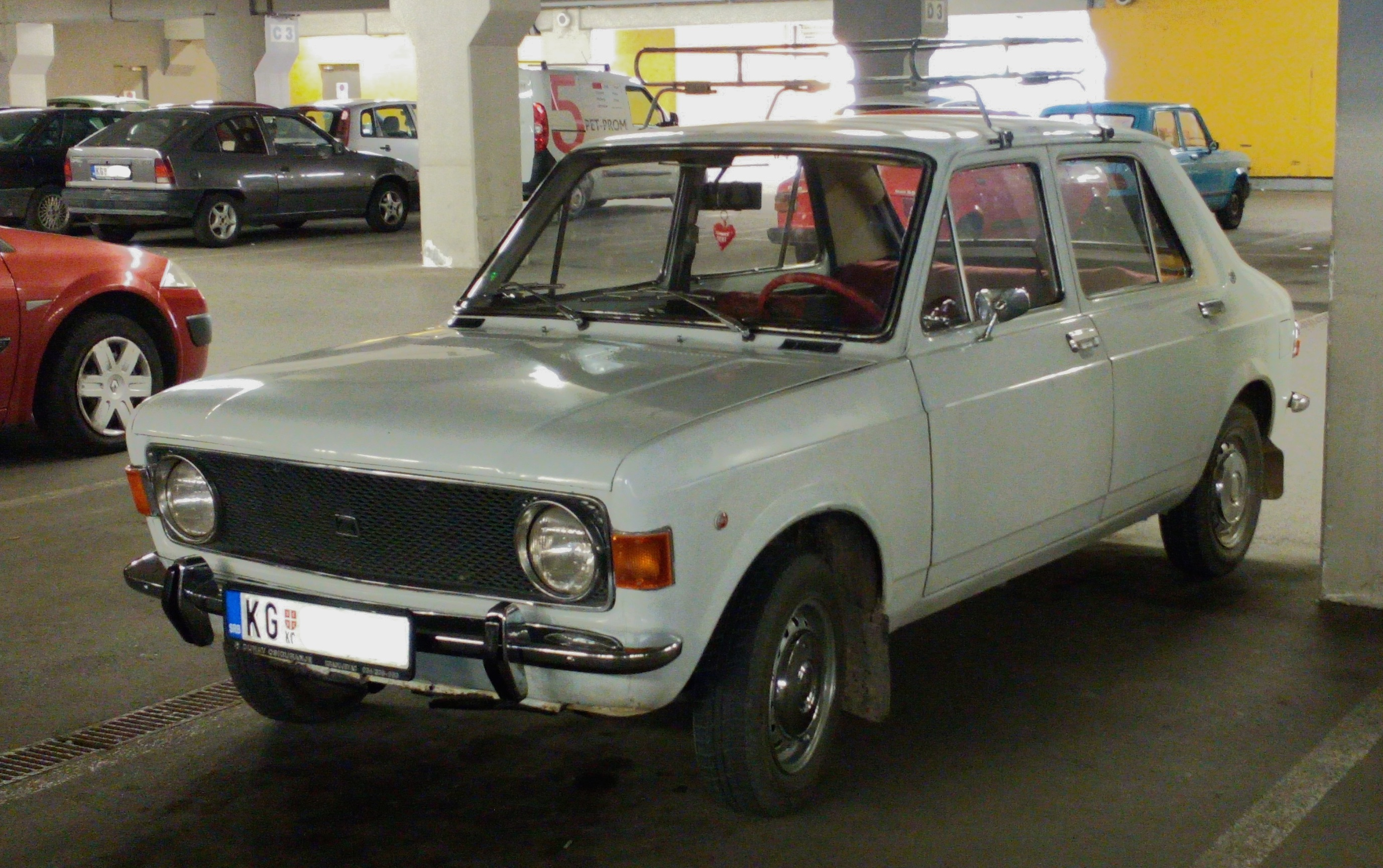
Modelo inicial com faróis redondos e pára-choques cromados

O Skala 55 surgiu pela primeira vez em 15 de outubro de 1971 como Zastava 101 (internacionalmente, o Zastava 1100 ou 311/313/511/513). Derivado do Fiat 128 italiano, que a Zastava também produziu (Zastava 128), no 101 foi adicionado uma prática quinta porta.
Chegando três anos antes do 128 3P da Fiat e do Golf da Volkswagen, o 101 estava entre os primeiros hatchbacks com motor e caixa de câmbio montados um no outro.
Com tração dianteira em uma época em que a maioria dos fabricantes ainda estava a anos de fazer a mudança, o 101 oferecia excelente utilização de espaço. A suspensão traseira independente lidou bem com as desafiantes estradas do Leste Europeu, enquanto os motores concebidos pelo lendário Aurelio Lampredi funcionaram melhor em rotações inebriantes.
Em 1973, o Zastava 101 venceu a sua classe no 17º rali internacional do Tour d'Europe. No ano seguinte, o piloto iugoslavo J. Paliković estaria pilotando seu 101 mais rápido do que seu concorrente Porsche em várias etapas.
Em fevereiro de 1975, a Zastava organizou uma expedição de sua cidade natal, Kragujevac, ao Kilimanjaro. Cinco novos carros Zastava 101 padrão e 11 tripulantes viajaram pelos desertos e savanas africanas, terminando sua expedição de 45 dias no topo do Kilimanjaro. Consequentemente, Zastava comercializa o carro como Vozilo uspeha (traduzido aproximadamente como veículo de sucesso).
Na Polônia, a fábrica FSO produziu o Zastava 101 até 1976.
Em 1979, 88.918 modelos Zastava 101 saíram das linhas de Kragujevac. Dois anos depois, o carro foi coroado o Carro da Década da Iugoslávia.
O início da década de 1980 viu o 101 se tornar bastante popular no Reino Unido, onde os carros eram voltados diretamente para o segmento econômico do mercado. Anunciado sob o slogan Go New! Go Yugo!, o 311/313/511/513 é o carro novo mais barato disponível para os compradores britânicos. Em 1984, o modelo básico da linha custava menos de £ 2.400, cerca de metade do preço do Ford Escort equivalente. Para evitar a ferrugem causada pelo desgaste da estrada, foi utilizado revestimento de PVC rígido em toda a parte inferior, soleiras e sanefas.
Em 1991, foi produzido o milionésimo 101 (Yugo Skala).

## Melhorias para 2008
No Salão Automóvel de Belgrado de 2008, os visitantes puderam ver o Skala 55, um modelo de destaque apresentado entre o Zastava Koral e o Zastava 10, e o novo Florida TDC diesel, destacando os novos designs de Zastava e Yugo.
Várias melhorias foram feitas no carro mais acessível do evento, cortesia da Zastava R&D. Sob o capô, foi instalado um novo radiador de alumínio. Por baixo, os rolamentos das rodas e as juntas homocinéticas eram agora partilhadas com o Zastava 10. Atrás do volante estava um novo painel de instrumentos, completo com tacômetro, brilhando em nuances azuis e vermelhas por trás da sua carcaça curvilínea. Bancos novos e mais macios criados para uma posição de condução elevada.
O Yugo Skala 55 2008 também compartilha buzina; espelhos laterais ajustáveis e espelho retrovisor com o Zastava 10. As travas das portas vêm da linha In da Zastava (Zastava Koral e Zastava Florida). Os proprietários agora precisam apenas de uma única chave para destravar as portas e a tampa do porta-malas e para operar a ignição.
Opcionalmente, o 101 Yugo Skala 55 pode ser equipado para funcionar com gás natural, com tanque e alimentação Lovato de 40 litros instalados de fábrica. Zastava em 2008 ainda vendia o Skala 55. Era o automóvel mais acessível da Sérvia. O último 1.045.258º Zastava 101 saiu da linha de montagem em 20 de novembro de 2008, o que é sumariamente o 1.273.532º carro Zastava Skala (o 1.045.258º Zastava 101 e o 228.274º modelo de carro Zastava 128).

## Galeria

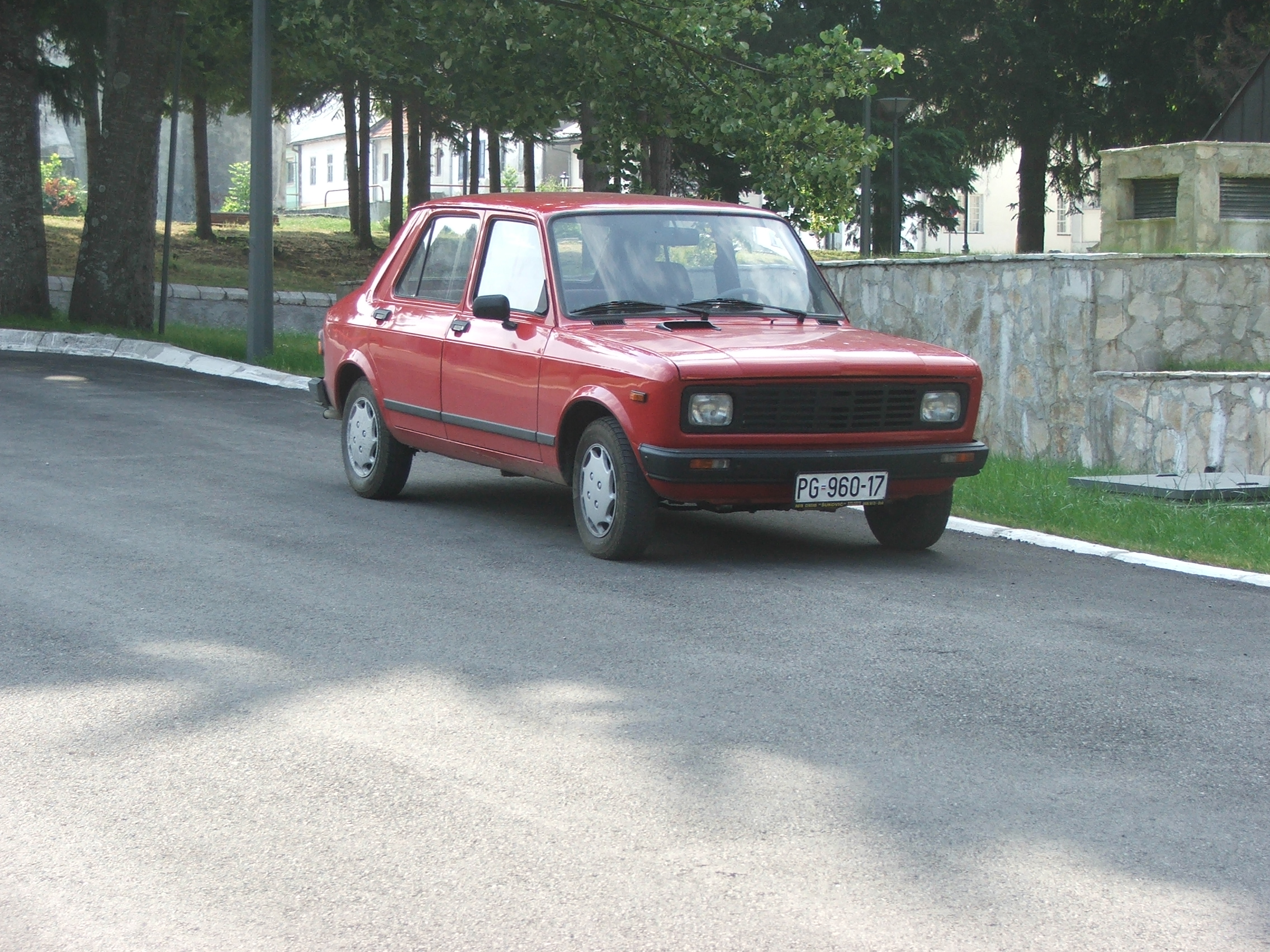
Zastava Skala 2008
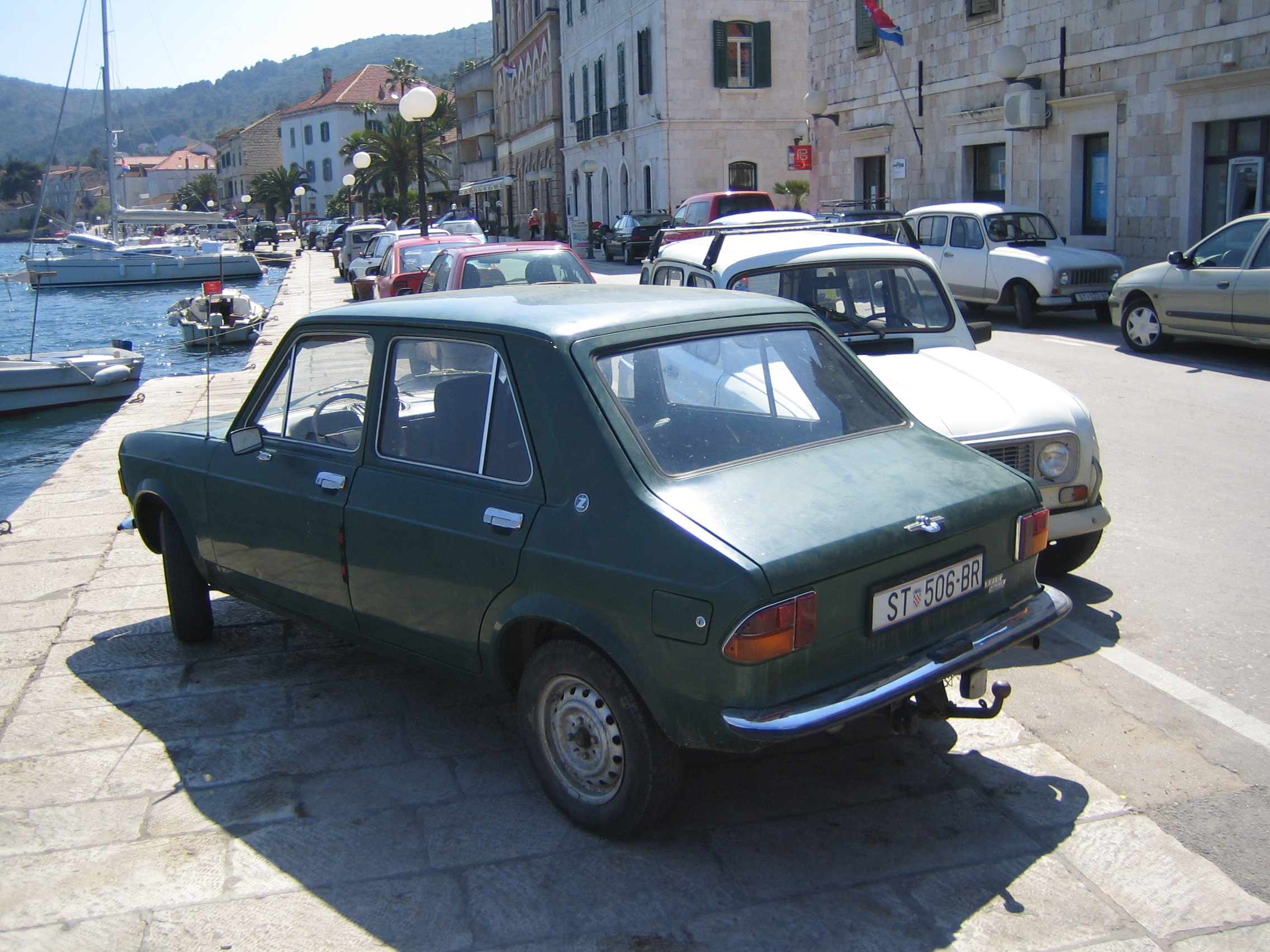
Zastava 101 Luxe
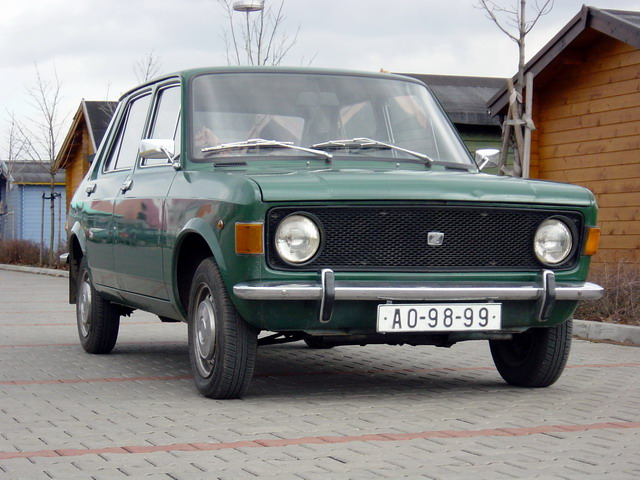
Zastava 101 1976 (de Kragujevac, vendido como Zastava 1100 na Tchecoslováquia)
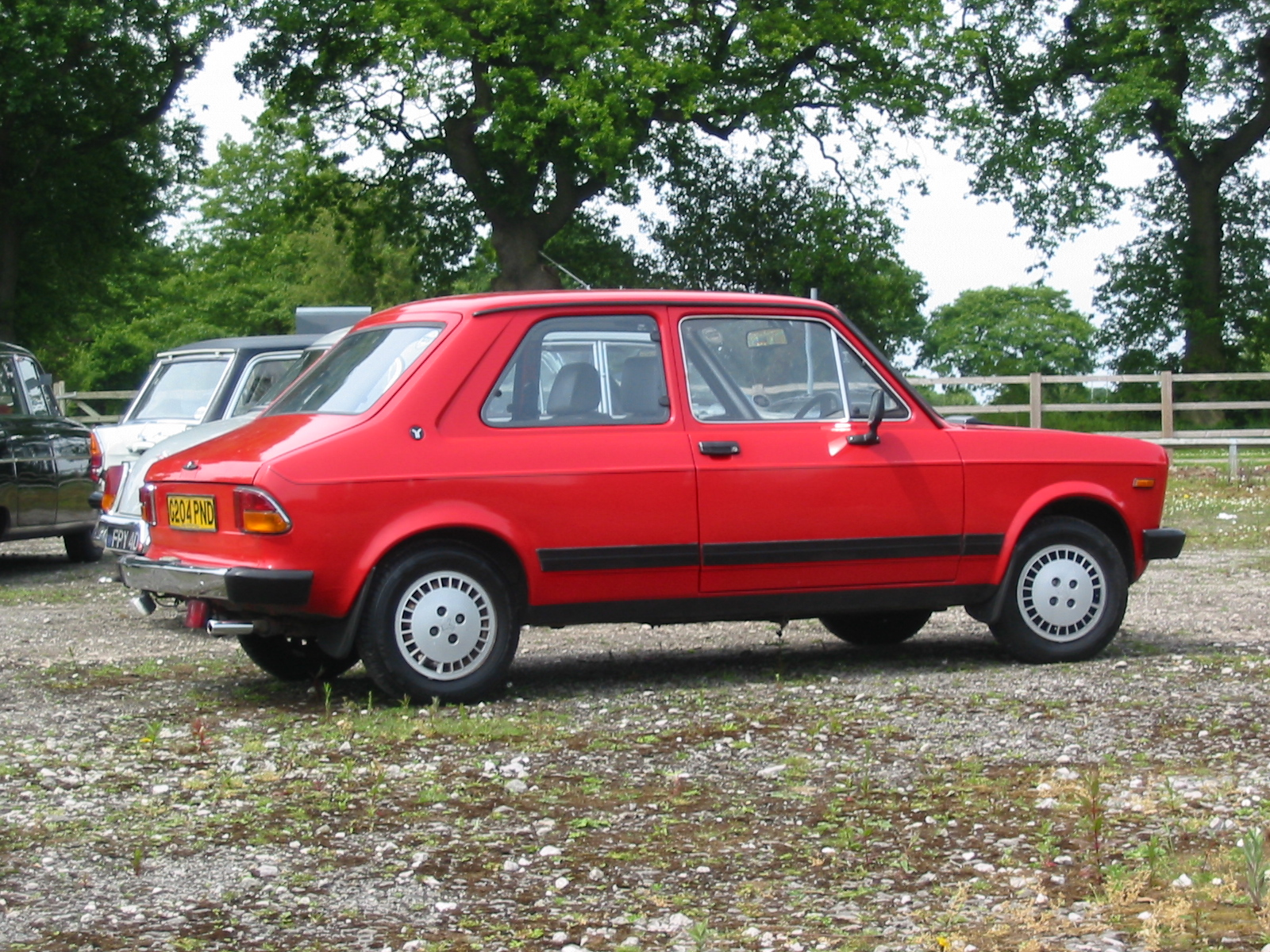
Zastava Yugo 311 (vista lateral)
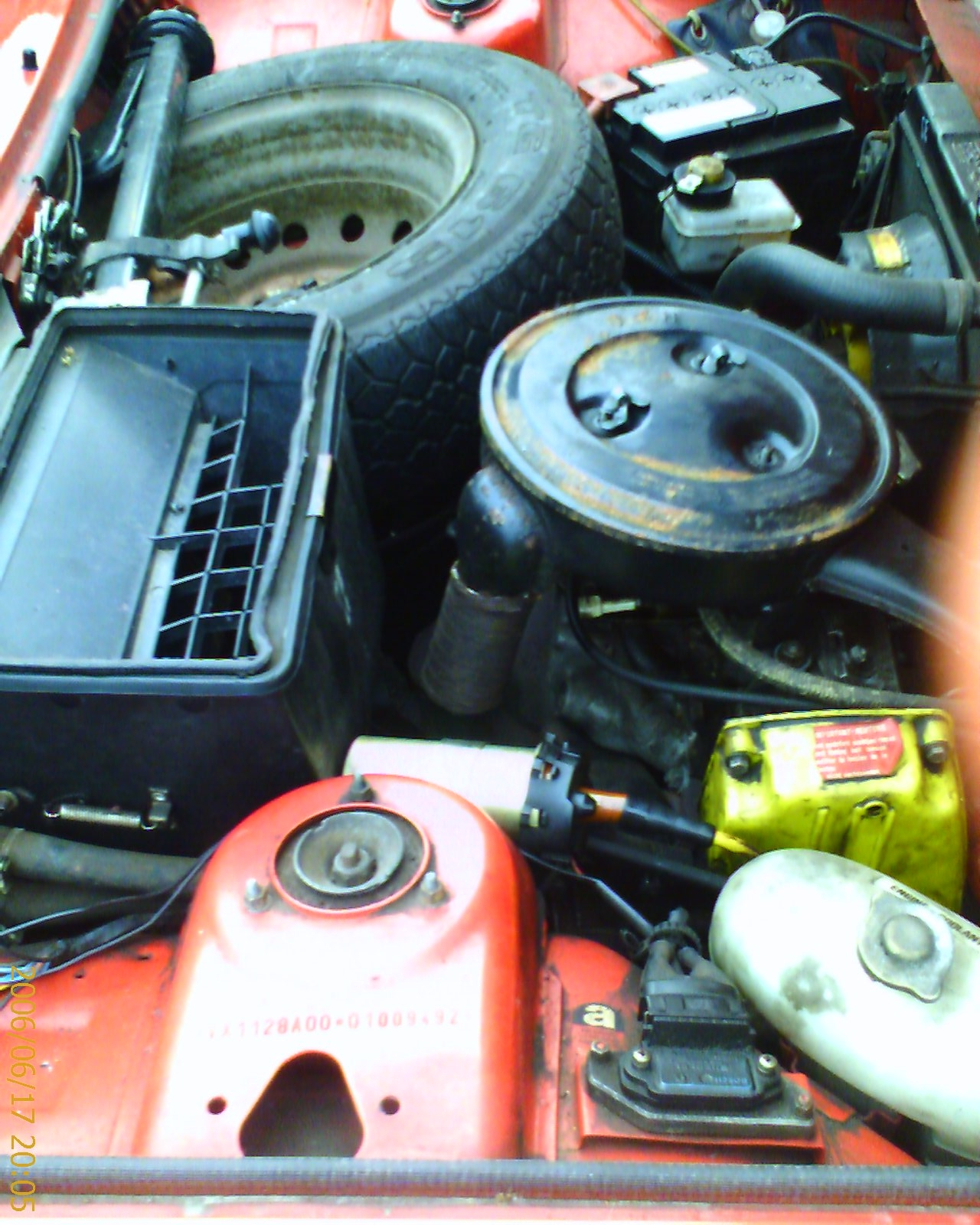
Zastava Yugo 311 (sob o capô)
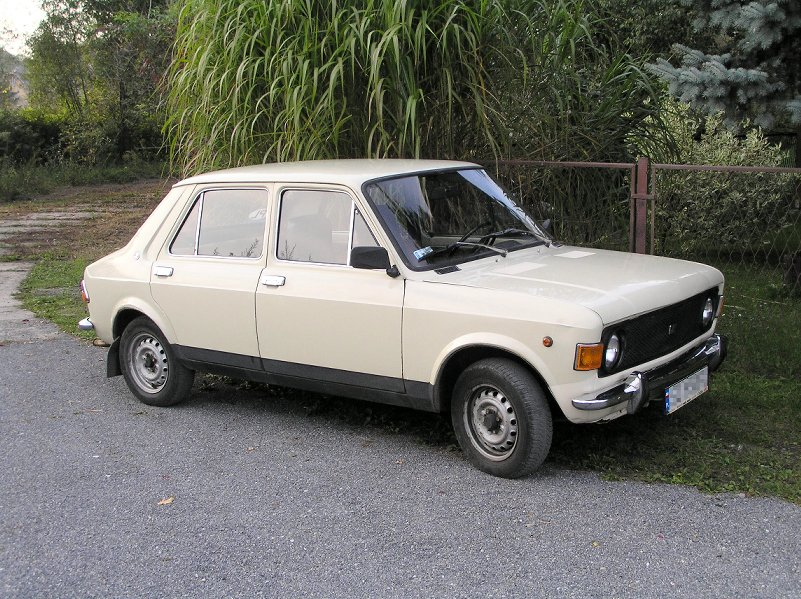
Zastava 1100p (produzido pela FSO sob licença)
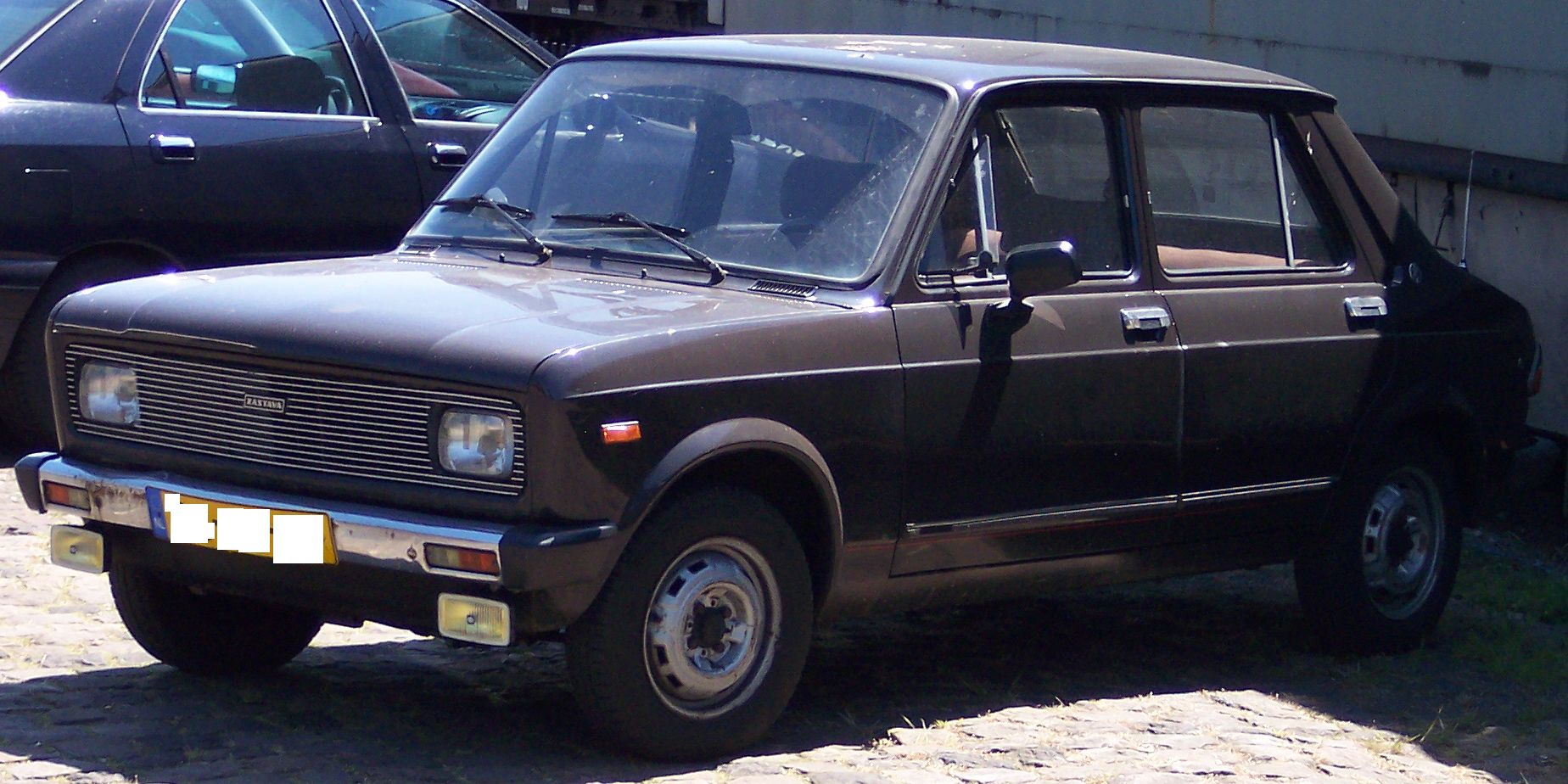
Zastava 1100p
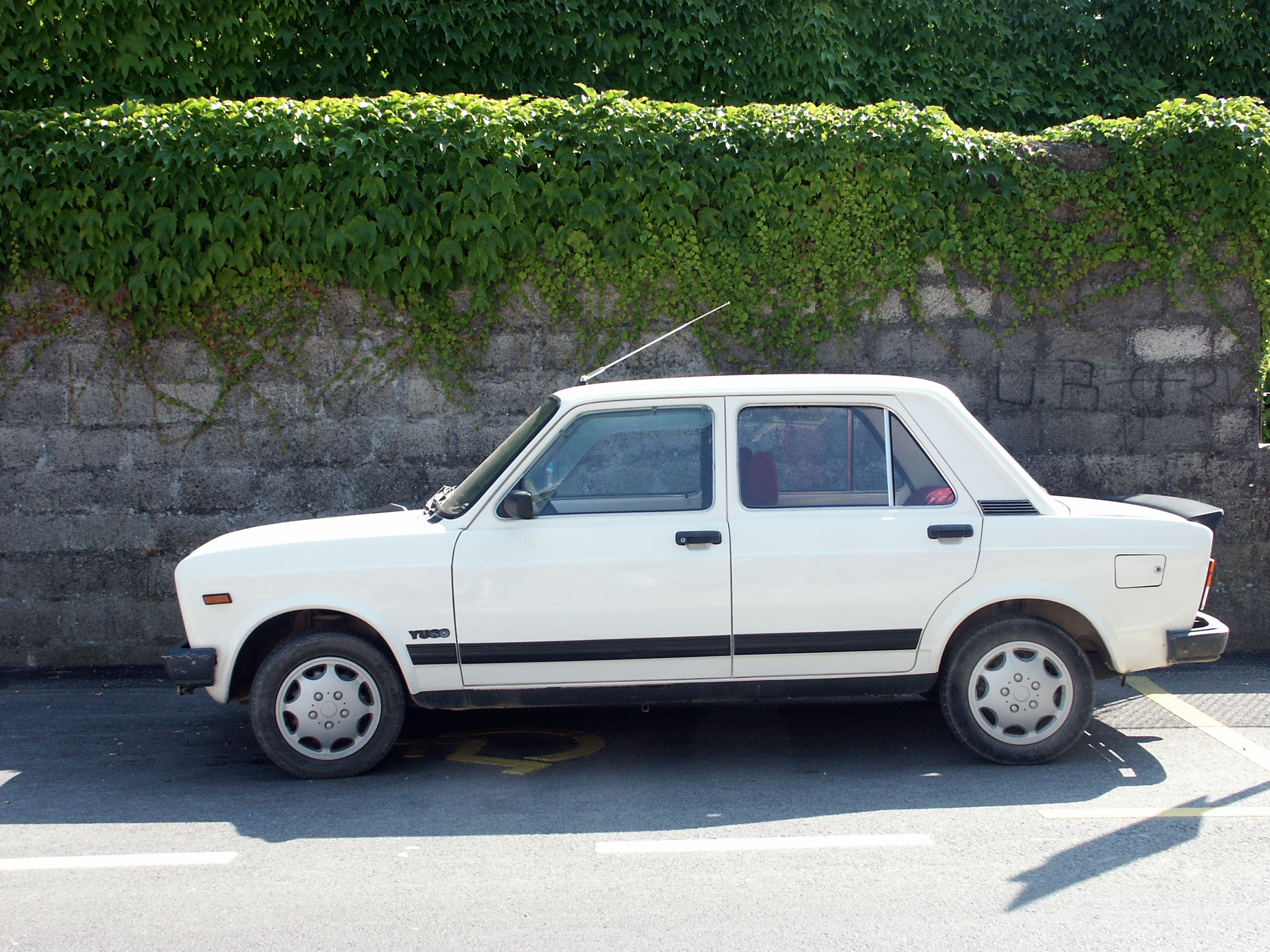
Zastava 128 Skala 55
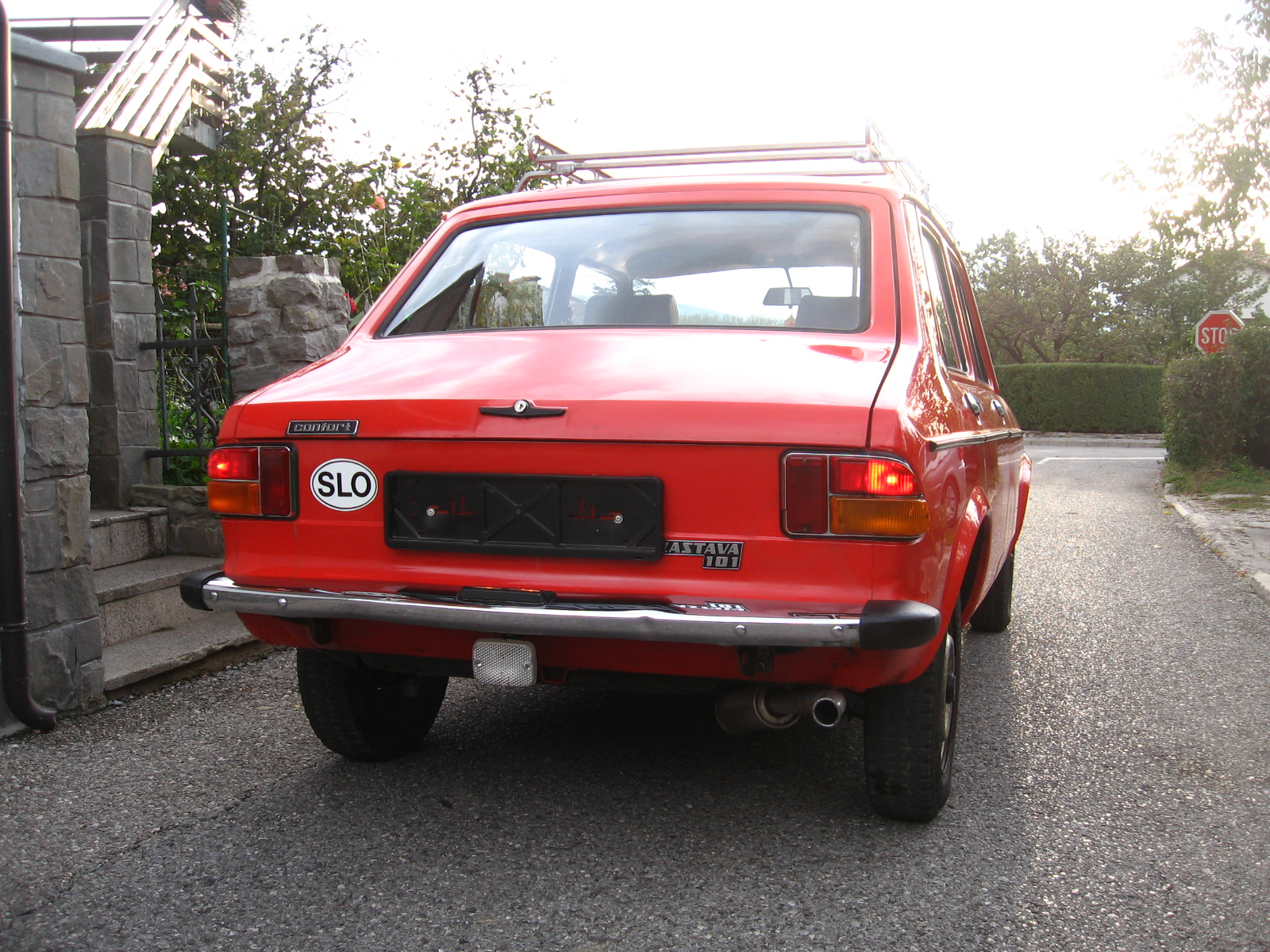
Zastava 101 Confort, 1982
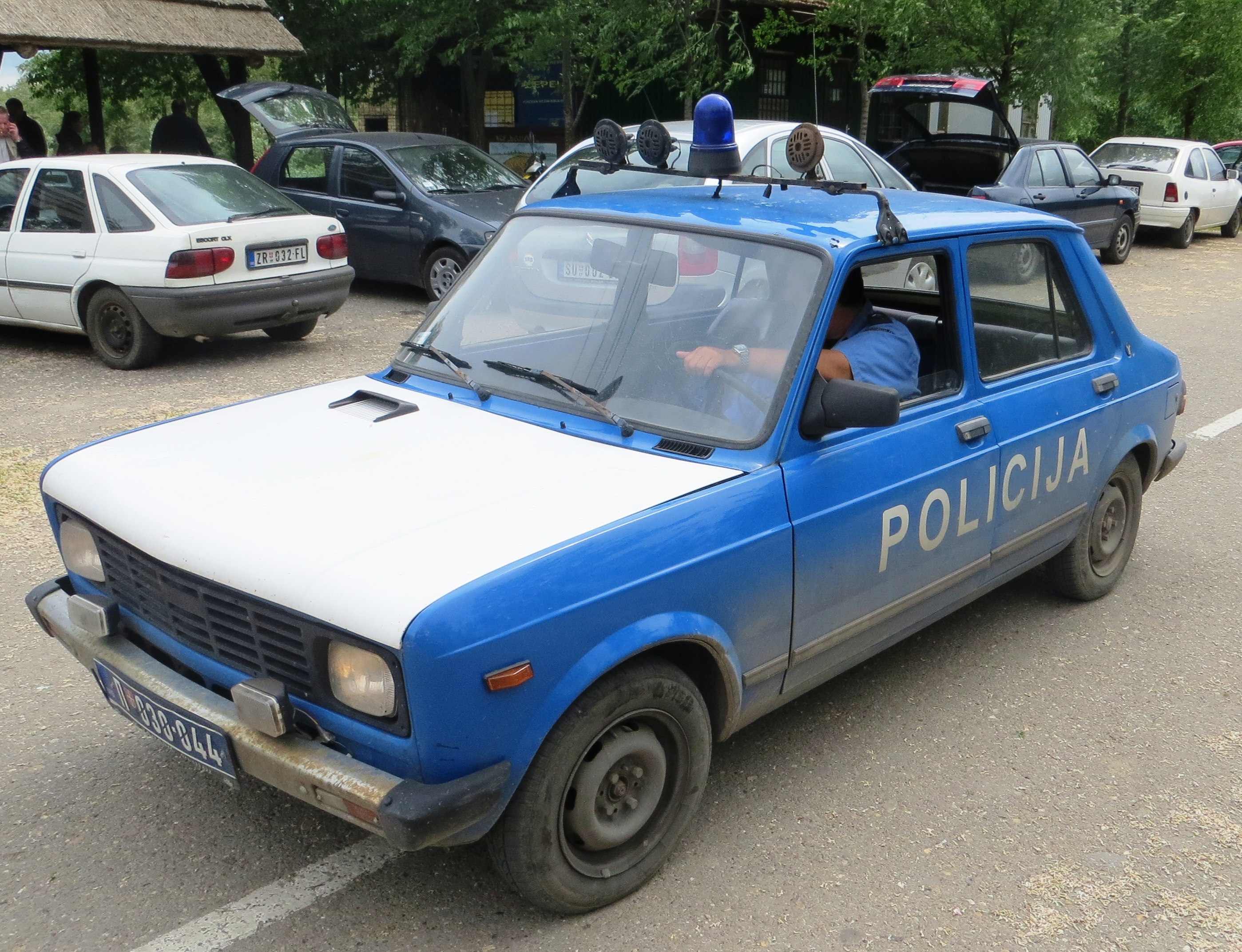
Carro de patrulha Zastava Yugo Skala 55C da polícia sérvia.